# Michaël Borgia
Cet article court présente un sujet plus développé dans : Tony Nicholas Twin.
Michaël Borgia est le pseudonyme collectif de Pierre Rey et Loup Durand pour l'écriture de la série des aventures de TNT, publiées entre 1978 et 1980 chez Robert Laffont, dont le héros est un mutant nommé Anthony-Nicholas Twin, doté d'une force et d'une sexualité hors-norme.